# Колледж-Сіті (Арканзас)
Колледж-Сіті (англ. College City) — місто (англ. town) в США, в окрузі Лоуренс штату Арканзас. Населення — 455 осіб (2010).

## Географія
Колледж-Сіті розташований за координатами 36°7′31″ пн. ш. 90°56′24″ зх. д. / 36.12528° пн. ш. 90.94000° зх. д. (36.125350, -90.940034).  За даними Бюро перепису населення США в 2010 році місто мало площу 1,13 км², уся площа — суходіл.

## Демографія
Згідно з переписом 2010 року, у місті мешкало 455 осіб у 70 домогосподарствах у складі 50 родин. Густота населення становила 402 особи/км².  Було 77 помешкань (68/км²). 
Расовий склад населення:
| - 98,7 % — білих - 0,2 % — корінних американців |

До двох чи більше рас належало 0,7 %. Іспаномовні складали 0,7 % від усіх жителів.
За віковим діапазоном населення розподілялося таким чином: 9,5 % — особи молодші 18 років, 87,6 % — особи у віці 18—64 років, 2,9 % — особи у віці 65 років та старші. Медіана віку мешканця становила 20,7 року. На 100 осіб жіночої статі у місті припадало 88,8 чоловіків;  на 100 жінок у віці від 18 років та старших — 85,6 чоловіків також старших 18 років.
Середній дохід на одне домашнє господарство  становив 42 642 долари США (медіана — 33 750), а середній дохід на одну сім'ю — 53 415 доларів (медіана — 45 313). Медіана доходів становила 33 750 доларів для чоловіків та 32 500 доларів для жінок. За межею бідності перебувало 24,6 % осіб, у тому числі 26,3 % дітей у віці до 18 років та 0,0 % осіб у віці 65 років та старших.
Цивільне працевлаштоване населення становило 218 осіб. Основні галузі зайнятості: освіта, охорона здоров'я та соціальна допомога — 66,5 %, мистецтво, розваги та відпочинок — 14,7 %, виробництво — 3,2 %.